# 유청윤
유청윤(1992년 9월 7일 ~ )는 대한민국의 축구 선수로, 포지션은 수비수이다.